# لويد سنو
لويد سنو هو سياسي كندي، ولد في 5 يناير 1943.